# Barış Bakır
Barış Bakır (* 30. Juni 1984 in Istanbul) ist ein türkischer Fußballspieler.

## Spielerkarriere
Bakır kam im Istanbuler Stadtteil Silivri auf die Welt und begann mit dem Vereinsfußball in der Nachwuchsabteilung von Galatasaray Istanbul. Nach zwei Jahren verließ er die Istanbuler und spielte anschließend für die Vereine Gazitepe SK und Bodrumspor. Im Sommer 2003 begann er beim Istanbuler Drittligisten Yıldırım Bosnaspor seine Profikarriere. Nachdem er hier zwei Spielzeiten lang durchgängig gespielt hatte, wurde Bakır im Sommer 2007 vom Erstligisten Denizlispor verpflichtet. Ohne eine Pflichtspielbegegnung für Denizspor absolviert zu haben, wurde er von diesem Klub erst an Akçaabat Sebatspor und anschließend an Aydınspor ausgeliehen. Anschließend verließ er im Frühjahr 2007 den westtürkischen Verein und spielte für diverse Zweit- und Drittligisten.
Für die Saison 2014/15 wurde er von dem Zweitligisten Giresunspor verpflichtet. Bereits nach einer Saison verließ er diesen Klub und kehrte zu Sarıyer SK zurück. Zahlreiche weitere Stationen in unteren Ligen folgten.